# Zsolt Hauber

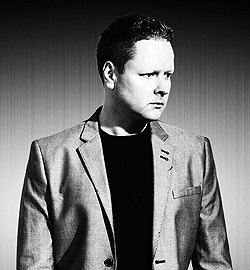
Hauber Zsolt

Zsolt Hauber (Kecskemét, 11 de diciembre de 1968) es un productor y músico húngaro de música electrónica. Sus temas se han usado en publicidad y programas de televisión.
Estudió piano 7 años y pasó su infancia en Budapest, Szolnok y Moscú.
Con 14 años, estuvo en la banda  Bonanza Banzai con Ákos Kovács y Gábor Menczel, y ha participado en otros proyectos musicales como Fresh.